# Joseph Pickford

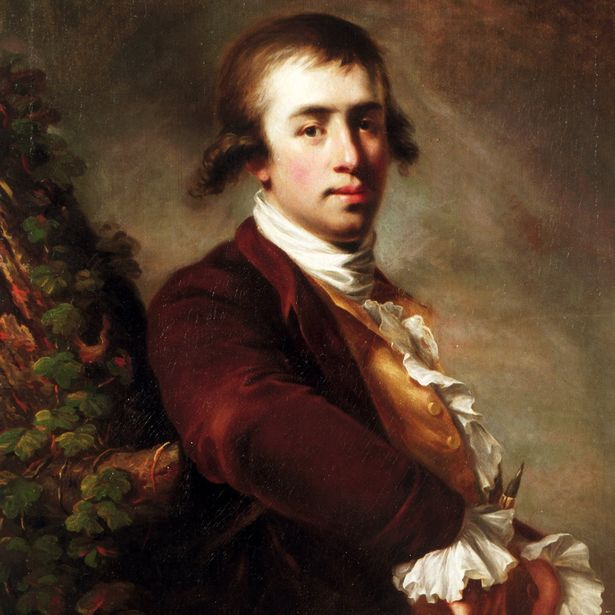
Joseph Pickford um 1770: Porträt (Öl auf Leinwand) von Joseph Wright of Derby

Joseph Pickford (getauft am 6. Oktober 1734 in Ashow, Warwickshire; † 13. Juli 1782 in Derbyshire) war ein englischer Baumeister und Architekt, der in Mittelengland gewirkt hat. Während seiner praktischen Ausbildung und Tätigkeit hat er in London und weiterer Umgebung am Bau einiger bedeutender Bauwerke (wie zum Beispiel an dem im palladianistischen Stil gestalteten Horse Guards in Whitehall) mitgearbeitet. Seine eigenen Bauwerke schuf er hauptsächlich in Derby und Derbyshire in Georgianischer Architektur, zu der er gelegentlich palladianistische, gotische, klassische und chinesische Stilelemente verwendete. Wenn auch in der Provinz, so ist sein Schaffen für die englische Baukunst ein recht wesentlicher Beitrag gewesen. — Joseph Pickford ist mit den geistigen Strömungen seiner Zeit in Berührung gekommen, hat Persönlichkeiten der Lunar Society in Birmingham gekannt und für einige von ihnen Häuser gebaut. Ein solcher Umgang ist zusammen mit der Prägung durch die Londoner Zeit sicherlich nicht unwesentlich für die Entwicklung seines ganzen Könnens als Architekt gewesen.

## Familie und Werden
Aus der Familie von Joseph Pickford kamen viele Bauhandwerker: Maurer und Steinmetze vor allem, die nicht selten die verantwortungsvolle Tätigkeit eines Baumeisters ausgeübt haben. Ursprünglich waren sie in Shropshire in den West Midlands ansässig. William Pickford, der Großvater von Joseph Pickford, soll von dort aus dem kleinen Ort Pitchford stammen. Von 1673 bis etwa 1690 lebte er mit seiner Frau Constance in Badger. In dieser Zeit bekam das Paar sechs Söhne: William (der Vater des Architekten), Joseph, Thomas, Richard, John und James; und zwei Töchter: Elisabeth und Sarah.

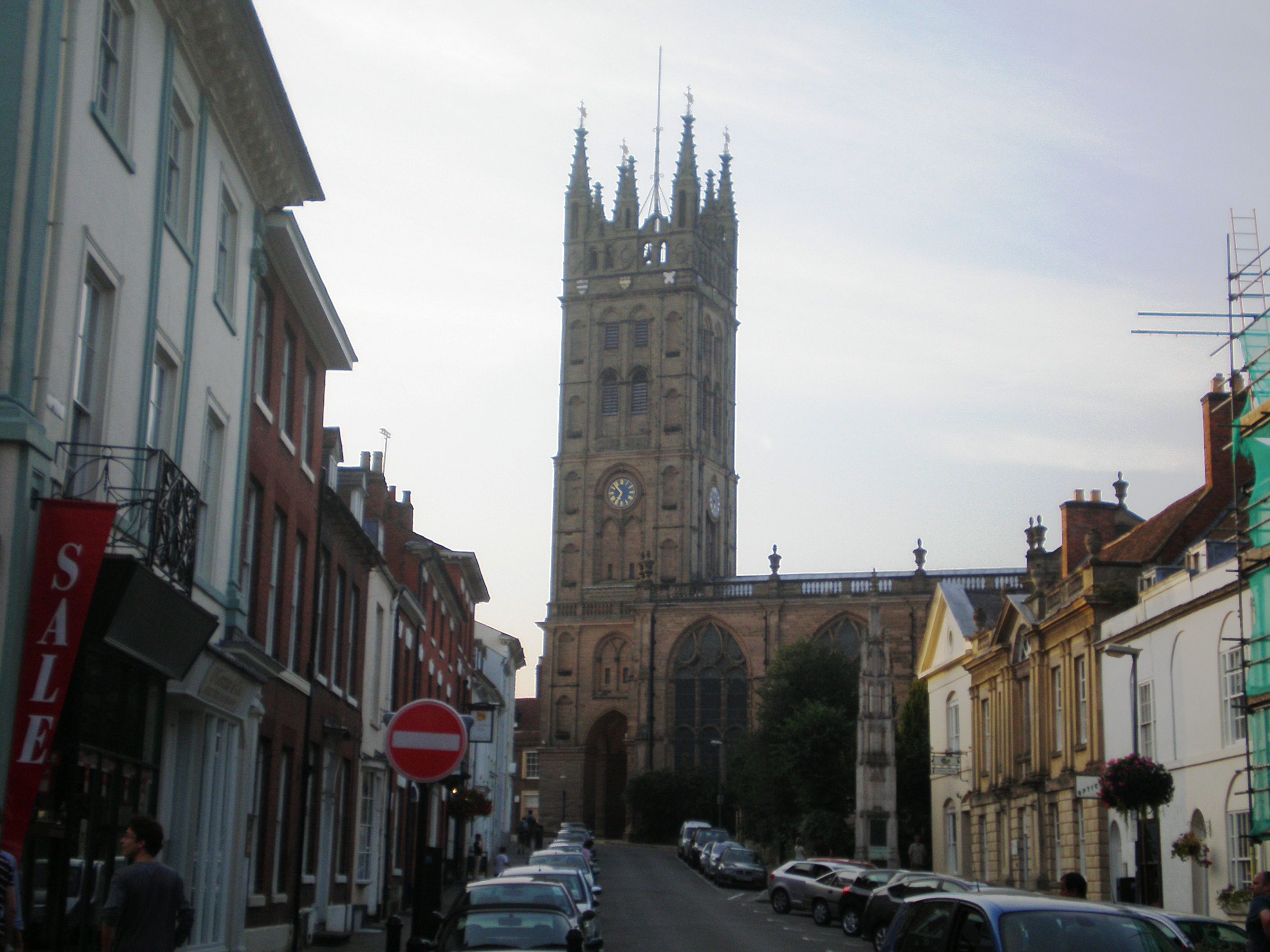
St Mary’s church in Warwick

Nach 1690 lebten wohl alle Pickfords in Warwickshire. Der junge William Pickford (1673–1742) heiratete im Oktober 1694 in Warwick Rachel Wincote. Das Paar ließ sich in dem kleinen Dorf Tanworth in Arden nieder, von wo aus William in den nächsten Jahren seiner Arbeit in Mittelengland nachgegangen ist. So zum Beispiel in Warwick, wo er und seine Brüder sich am Wiederaufbau dieser Stadt beteiligt haben, die durch ein Feuer im September 1694 beinahe völlig zerstört worden war. Unter der Regie der Baumeister und Architekten William Smith (1661–1724) und Francis Smith (1672–1738) haben die Brüder dort unter anderem beim Neubau der St. Mary’s Church, nach Plänen des Architekten William Wilson (1641–1710), ihre ersten großen Erfahrungen gemacht, und wenigstens William, Joseph und Thomas sind danach gute Baumeister geworden.
Als Rachel Pickford 1730 starb, heiratete William Pickford schon bald darauf wieder: Mary Pickford, die künftige Mutter von Joseph. Das Paar lebte in Aschow und aus der Ehe gingen vier Söhne hervor: John (1732), Joseph (1734), Thomas (1737) und William (1742). — Im Juli 1742 starb William Pickford. Die Familie blieb danach weiter in Ashow und Mary wurde von ihrem Schwager Thomas Pickford, der in der Nähe wohnte, beim Aufziehen der Kinder unterstützt. Nach dem Tod von Thomas verließ Joseph im Herbst 1748 Ashow, um bei seinem Onkel Joseph Pickford in London zu lernen und zu arbeiten.
Joseph Pickford senior wohnte in London am obersten Ende von Piccadilly (zwischen Brick Street und Down Street). Und in einer solchen Umgebung sollte Joseph in den nächsten Jahren zu einem echten Londoner werden, wie es auch viele Jahre später der Unternehmer Josiah Wedgwood (1730–1795) in einem Brief an einen seiner Vertreter bemerkt hat: «Mr Pickford … says we are likely to be imposed upon. He is a Londoner and knows all their tricks.»

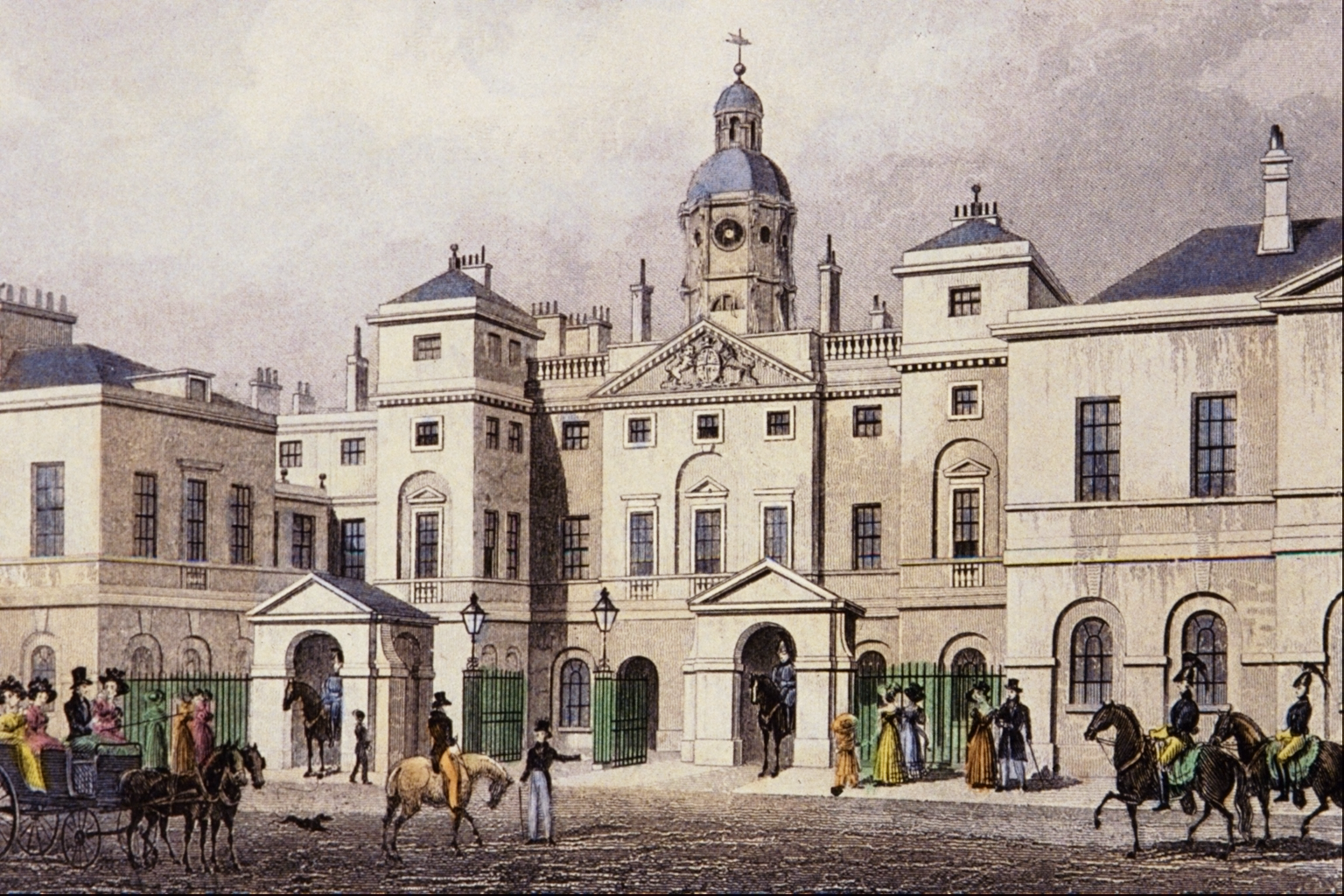
Horse Guards im 19. Jahrhundert: Ein Aquarell von Thomas Hosmer Shepherd (1792–1864)

Während der Ausbildungszeit von Joseph hat sein Onkel an zwei recht bedeutenden Bauwerken, im palladianischen Stil, mitgewirkt: am Horse Guards in Whitehall und an der University Library in Cambridge. (Das Horse Guards, erbaut von 1751 bis 1753, war von dem Architekten William Kent (1685–1748) entworfen worden und die University Library, erbaut von 1754 bis 1758, von Stephen Wright.) Neben der praktischen Arbeit auf dem Bau hat Joseph in irgendeiner Form (Architektenbüro, Akademie) auch ein theoretisches Fachwissen erworben und sich dabei sicherlich sehr intensiv mit dem Werk I quattro libri dell’architettura (Die vier Bücher der Architektur) des italienischen Architekten Andrea Palladio (1508–1580) beschäftigt, das in einer Übersetzung des englischen Architekten Isaac Ware (1704–1766) seit 1738 in England vorlag.
Nach dem Ende seiner Ausbildung, etwa um 1756, verließ Joseph Pickford London und kehrte nach Mittelengland zurück. Dort hat er wohl, vielleicht schon selbstständig, bis zum Jahre 1759 die verschiedensten Arbeiten ausgeführt und dabei weiter seine Erfahrungen gesammelt.

## Baumeister und Architekt
Im Sommer 1759 erhielt Joseph Pickford den Auftrag, die Arbeiten beim Bau von Foremark Hall in Derbyshire zu leiten. Der Architekt dieses Landhauses war David Hiorne aus Warwick, der schon mit Joseph Pickfords Vater, William Pickford, zusammengearbeitet hatte. Hiorne war 1758 gestorben, und so ist es sehr wahrscheinlich, dass Joseph Pickford bereits eine ganze Zeit vorher in dessen Büro in Warwick mit der Ausführungsplanung von Foremark Hall beschäftigt gewesen ist. Aber wie auch immer: fest steht jedenfalls, dass Joseph Pickford ab Herbst 1759 die Bauarbeiten von Foremark Hall geleitet und sie 1761 erfolgreich abgeschlossen hat.

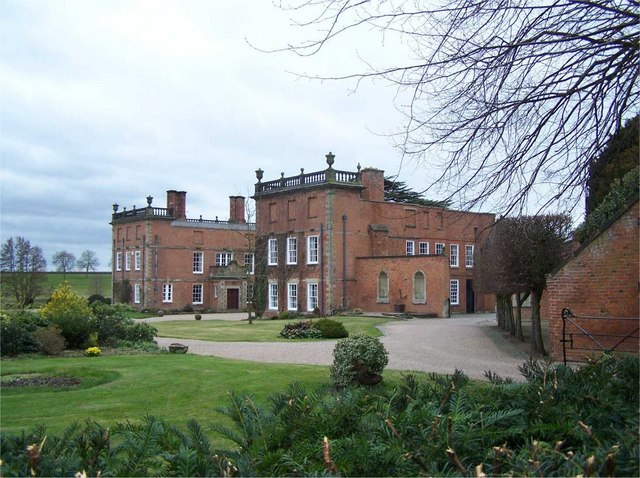
Longford Hall: Die erste Arbeit von Joseph Pickford als Entwurfsarchitekt. Die Aufnahme von 2008 zeigt die beiden von ihm angebauten Flügel mit den steinernen Balustraden im Dachbereich

Von 1759 an lebte Joseph Pickford immer in Derby. Verbindungen zu dieser Stadt hat er vorher nie gehabt. Am Anfang bestand nur ein Kontakt zu dem Grundbesitzer und Politiker Wenman Coke (1717–1776) in Longford und dessen Mitarbeiter Thomas Wilkins, der bald schon der Schwiegervater von Joseph Pickford werden sollte. Von Wenman Coke bekam er dann auch irgendwann den Auftrag, dessen alten Landsitz Longford Hall in Longford zu erweitern und umzubauen, ein recht umfangreiches Projekt, das 1762 fertiggestellt war. Im April des gleichen Jahres heiratete Joseph Pickford in der Kirche von Longford Mary Wilkins. — Auch beruflich ging es weiter gut voran. Gleich nach Longford Hall wurde er mit der Bauausführung der County Assembly Rooms in Derby beauftragt, die bis 1765 währte. Dieses Bauwerk hatte Washington Shirley (1722–1778), der 5. Earl Ferrers, entworfen, ein Amateur-Architekt und recht umtriebiger Geist, der sich auf den unterschiedlichsten Gebieten versucht hat. (Das Interieur der County Assembly Rooms ist 1774 von dem schottischen Architekten Robert Adam (1728–1792) gestaltet worden. Das Gebäude wurde 1963 von einem Feuer beschädigt und 1971 abgerissen.) Dazu baute Joseph Pickford in dieser Zeit Wohnhäuser für den Uhrmacher und Geologen John Whitehurst (1713–1788) und den Kartographen, Kupferstecher und Ingenieur Peter Perez Burdett (1734–1793), die beide seine Freunde wurden. Ein weiterer Freund war der Maler Joseph Wright of Derby (1734–1797), der später (um 1777) die beiden Söhne, Thomas und Joseph, von Joseph Pickford porträtiert hat. Diese Männer waren alle Mitglieder in der 1765 in Birmingham gegründeten Lunar Society, wodurch Joseph Pickford Kontakt zu diesem Kreis bekam und manchen Bauherrn fand wie zum Beispiel den Porzellan-Fabrikanten Josiah Wedgwood.

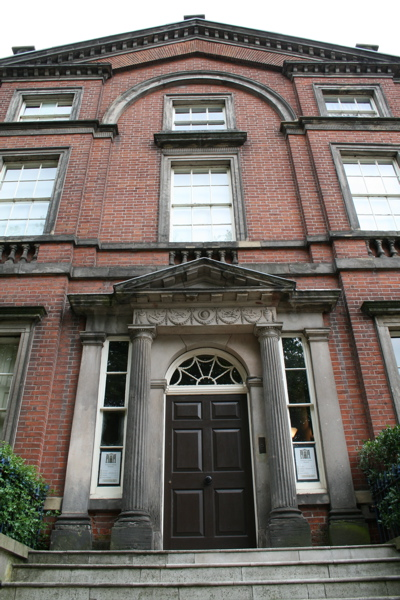
Eingangsbereich von Joseph Pickfords Haus in Derby Friar Gate 41

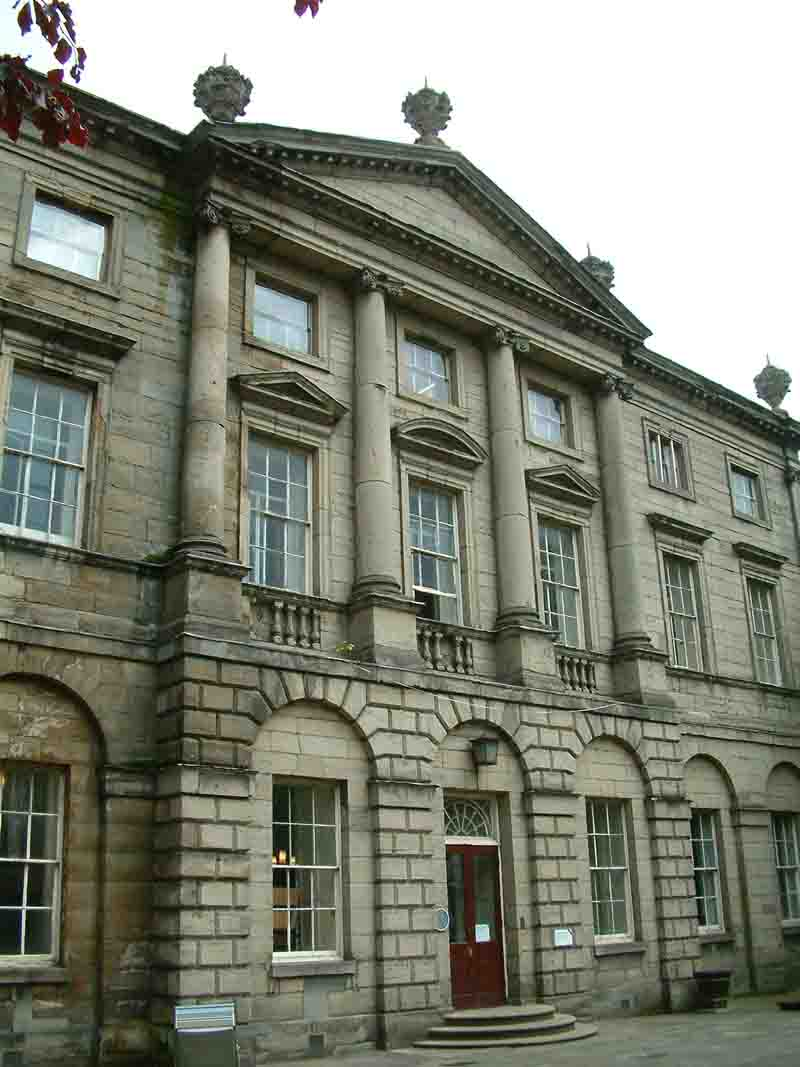
St Helen’s House in Derby, Ausschnitt Vorderansicht

In den Jahren 1766 und 1767 entstand eines der wesentlichsten Werke von Joseph Pickford: das St Helen’s House in Derby, ein größeres Stadthaus, das er im palladianistischen Stil gestaltet hatte. (Für den venezianischen Architekten Gian Antonio Selva [1751–1819], der 1781 eine Informationsreise durch England unternahm und dabei auch nach Derby kam, war das St Helen’s House am auffälligsten und er vermerkte, wohl recht erstaunt, in seinem Tagebuch, dass der Architekt eines solchen Bauwerks nie in Italien gewesen wäre.)
Im Jahre 1768 erwarb Joseph Pickford in der Friar Gate in Derby drei Grundstücke und baute 1770 auf einem von ihnen, Friar Gate 41, ein Wohnhaus für sich und seine Familie. (In dem Haus befindet sich seit 1988 das von der Stadt Derby eingerichtete Pickford’s House Museum, das an das Leben des Architekten und seine Zeit erinnern soll.) Die beiden anderen Grundstücke in der Friar Gate hat er an Privatleute verkauft und für sie darauf Wohnhäuser gebaut, was zeigt, dass Joseph Pickford auch ein guter Geschäftsmann gewesen ist. — Seine Auftragslage ist aber auch so schon immer recht gut gewesen, vielleicht oft zu gut, sodass ihm vermutlich manchmal der eine oder andere Auftrag weniger lieber gewesen wäre. Neben vielen Wohngebäuden hat Joseph Pickford unter anderem eine Kirche und ein Krankenhaus gebaut, Bausanierungen durchgeführt und auch Bauausführungen für andere Architekten wie zum Beispiel für den aufstrebenden und wohl schon recht bekannten James Gandon (1742–1823) beim Bau der County Hall in Nottingham von 1770 bis 1772. — Aber auch Joseph Pickford wird zu seinen Lebzeiten gewiss schon einen Ruf gehabt haben, der über seine Wirkungsstätte hinausgegangen ist. Einen Hinweis darauf gibt jener Besuch von Gian Antonio Selva 1781 in Derby, wohin der Italiener bestimmt nicht zufällig kam und schon vorher Informationen gehabt haben wird, dass es dort einiges für ihn zu sehen geben würde.
Joseph Pickford starb im Juli 1782 in seinem Haus in Nun’s Green, irgendwo in Derbyshire.

## Schaffensquerschnitt

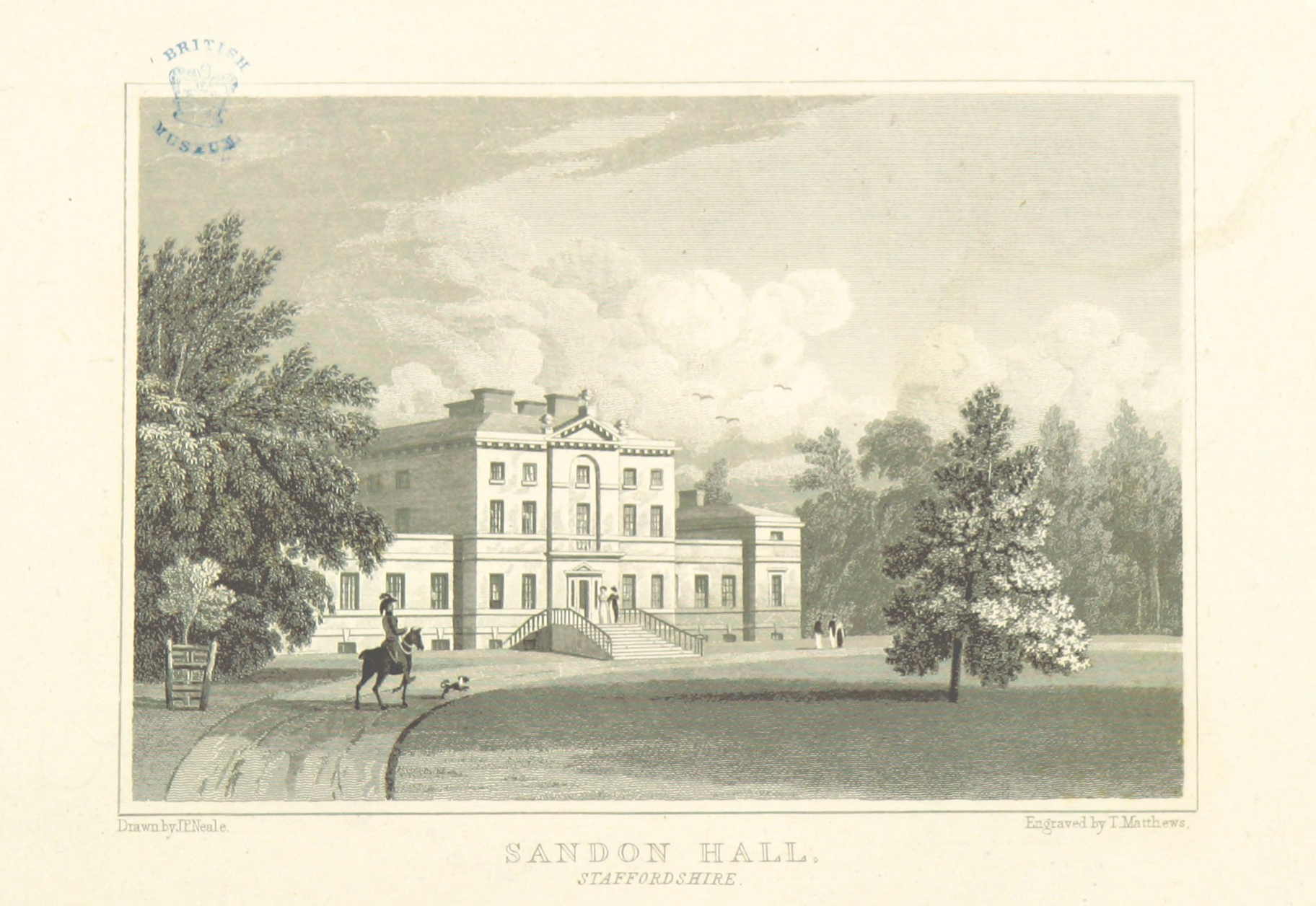
Sandon Hall: Ein Stich von 1818 nach einer Zeichnung von John Preston Neale

- Foremark Hall, Derbyshire, 1759–1761, Bauausführung für den Architekten David Hiorne
- Longford Hall, Derbyshire, 1762, Umgestaltung (An- und Umbau) eines Landsitzes aus dem 16. Jahrhundert
- The Assembly Rooms, Derby, 1762–1765, Bauausführung nach Entwürfen von Washington Shirley
- Full Street, Derby, 1765, Wohnhaus für Peter Perez Burdett im gotischen Stil
- St Helen’s House, Derby, 1766–1767, Gebäude im palladianistischen Stil
- Ogston Hall, Derbyshire, 1768–1769, Umgestaltung eines Landhauses
- Etruria Hall, Staffordshire, 1767–1769, Landhaus für Josiah Wedgwood
- Etruria Works, Staffordshire, 1767–1770, Keramikfabrik für Josiah Wedgwood
- London Showroom, Great Newport Street, 1768, Ausstellungsraum für Josiah Wedgwood
- Hams Hall, Warwickshire, 1768, Landsitz für Charles Bowyer Adderley
- Derby, Friar Gate 41, 1770, eigenes Wohnhaus für seine Familie
- Sandon Hall, Staffordshire, 1769–1771, Landsitz für Lord Archibald Hamilton
- The County Hall, Nottingham, 1770–1772, Bauausführung für den Architekten James Gandon
- Melbourne Hall, Derbyshire, 1772, Landsitz für Peniston Lamb, 1. Viscount Melbourne
- The Moot Hall, Derbyshire, 1772–1773, Landsitz für den Herzog von Lancaster

St Mary’s church in Birmingham: Ein Stich von 1842 nach einer Zeichnung von Henry Burn

- St Mary’s Church, Birmingham, 1773–1774, Kirche mit achteckigem Grundriss und Turm
- Holy Trinity Church, Coventry, 1775, Restaurierung von Fenstern in der Ost- und Südseite der Kirche
- The Edensor Inn, Chatsworth, Derbyshire, 1776–1777, Landhaus für den 5. Herzog von Devonshire
- The Devonshire Hospital, Full Street, Derby, 1777, Wiederaufbau eines Gebäudes aus dem 16. Jahrhundert
- Darley Abbey, Derbyshire, 1775–1778, Umbau und Erweiterung einer Abtei
- Kedleston Hall, Derbyshire, 1775–1782, Bauausführung für ein Landhaus von Lord Scarsdale